# Guarda

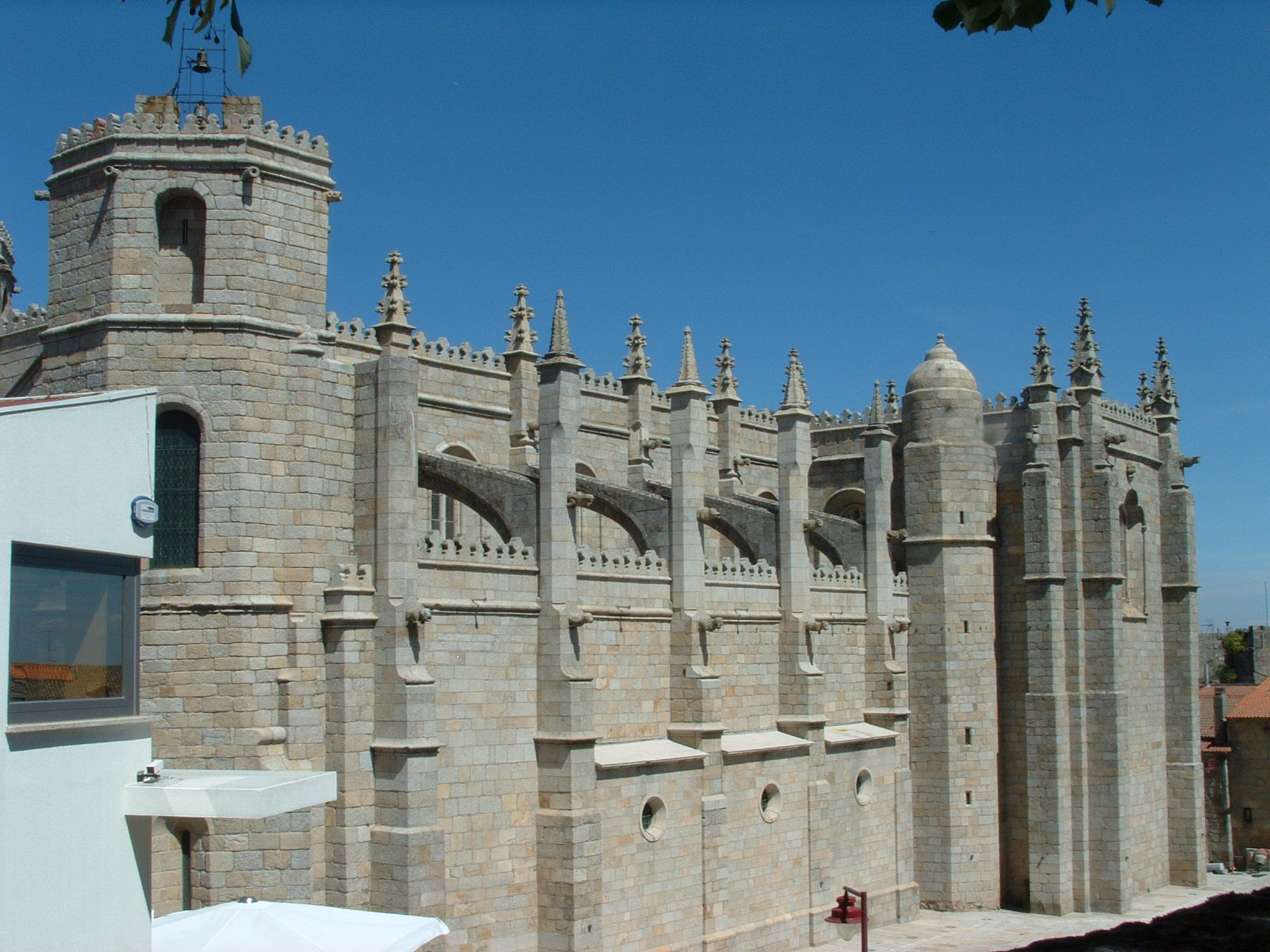
A cidade da Guarda

A Guarda é uma cidade portuguesa com 1 056 m de altitude máxima, sendo a mais alta cidade do país. Com 25 833 habitantes (2021) no seu perímetro urbano, é parte do distrito da Guarda, estando situada na região estatística do Centro e sub-região das Beiras e Serra da Estrela.
É sede do Município da Guarda com 712,1 km² de área e 40 126 habitantes (censos de 2021), subdividido desde a reorganização administrativa de 2012/13 em 43 freguesias. O município é limitado a nordeste pelo município de Pinhel, a leste por Almeida, a sudeste pelo Sabugal, a sul por Belmonte e pela Covilhã, a oeste por Manteigas e por Gouveia e a noroeste por Celorico da Beira. Está situada no último contraforte nordeste da Serra da Estrela.
Possui acessos rodoviários importantes, como a A25, que a liga a Aveiro e ao Porto, bem como à fronteira, dando ligação direta a Madrid; a A23, que liga a Guarda a Lisboa e ao Sul de Portugal, bem como o IP2, que liga a Guarda a Trás-os-Montes e Alto Douro, nomeadamente a Bragança.
A nível ferroviário, a cidade da Guarda possui a linha da Beira Baixa (reaberta após modernização em 2021) e a linha da Beira Alta (encerrada para obras de modernização com abertura prevista para o ano 2023), que se encontram completamente eletrificadas, permitindo a circulação de comboios regionais, nacionais e internacionais, constituindo "o principal eixo ferroviário para o transporte de passageiros e mercadorias para o centro da Europa", com ligação a Hendaia (França, via Salamanca–Valladolid–Burgos).
O ar, historicamente reconhecido pela salubridade e pureza, foi distinguido pela Federação Europeia de Bioclimatismo em 2002, que atribuiu à Guarda o título de primeira "Cidade Bioclimática Ibérica". Além de ser uma cidade histórica e a mais alta de Portugal, a Guarda foi também pioneira na rádio local, sendo mesmo a Rádio Altitude considerada a primeira rádio local de Portugal. As suas origens prendem-se com a existência de um sanatório dedicado à cura da tuberculose.

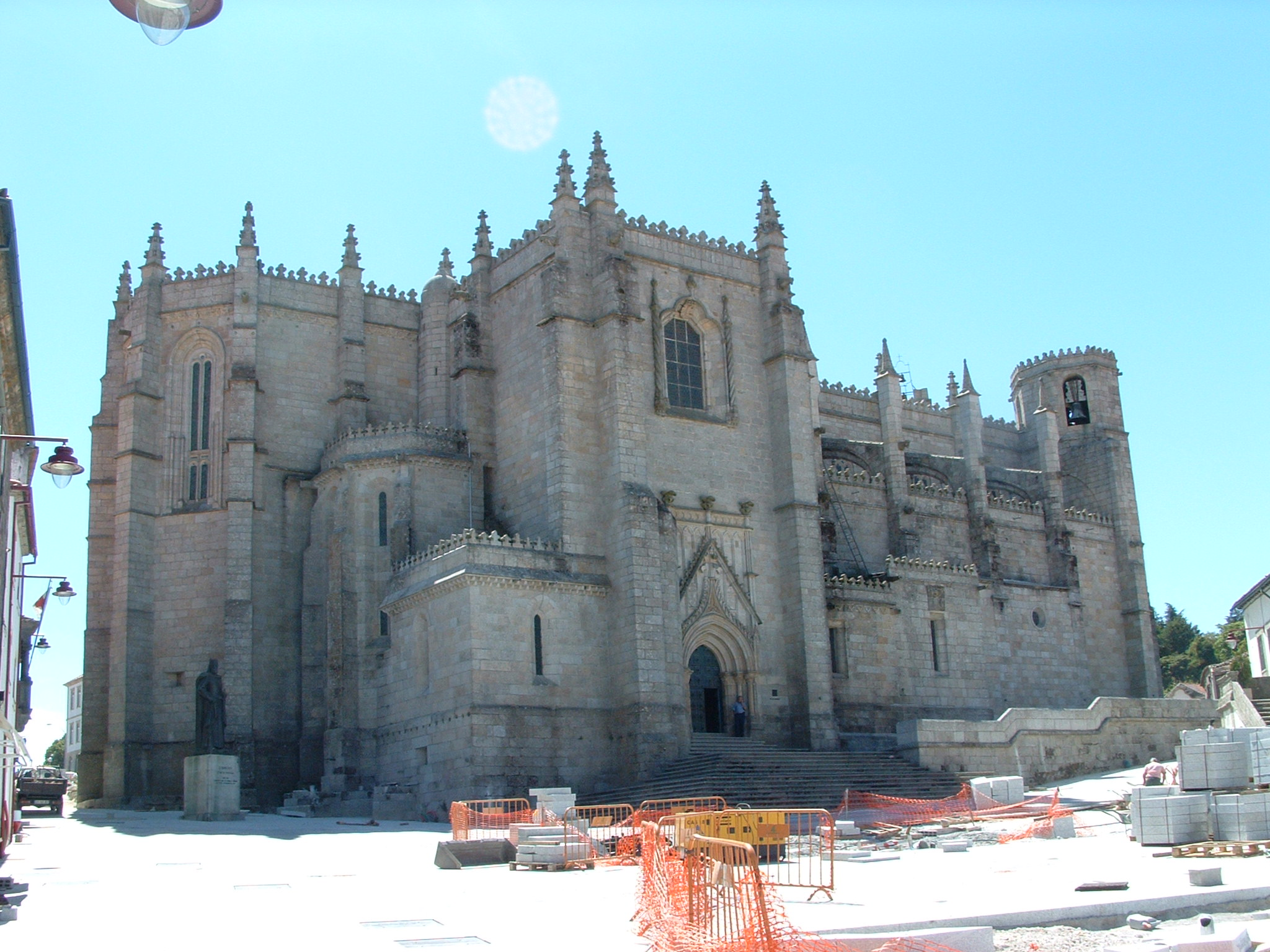
A cidade da Guarda

Toda a região é marcada pelo granito, pelo clima contrastado de montanha e pelo seu ar puro e frio que permite a cura e manufatura de fumeiro e queijaria de altíssima qualidade. É também a partir desta região que vertem as linhas de água subsidiarias das maiores bacias hidrográficas que abastecem as três maiores cidades de Portugal: para a bacia do Tejo que abastece Lisboa, para a Bacia do Mondego que abastece Coimbra e para a bacia do Douro que abastece o Porto. Existe mesmo na localidade de Vale de Estrela (a 6 km da cidade da Guarda) um padrão que marca o ponto triplo onde as três bacias hidrográficas se encontram.
É notável a Judiaria da cidade,situada na freguesia de São Vicente.

## História
Nos primeiros séculos da romanização da Península Ibérica habitaram a região da Guarda os lusitanos e outros povos ibéricos pré-romanos, entre os quais os igeditanos, os lancienses opidanos e os transcudanos. Estes povos colaboraram para resistir à romanização durante dois séculos. Ao contrário dos latinizados, estes povos não consumiam vinho, preferindo cerveja de bolota. A sua arma de eleição pensa-se ter sido a falcata — uma espada curva — que facilmente quebrava os gládios romanos devido à sua superioridade metalúrgica.
Os seus deuses pagãos diferiam também dos romanos, podem ainda hoje encontrar-se algumas inscrições religiosas lusitanas em santuários como o Cabeço das Fráguas.
Durante muito tempo os historiadores julgaram que a Cividade dos Igeditanos (Egitânia) se localizava na Guarda mas mais recentemente chegou-se à certeza que tal localização era em Idanha-a-Velha. Daqui que o gentílico de egitanienses se enraizou. No entanto, existe dúvida se a Guarda foi realmente Egitânia. Confinando com os terrenos dos igeditanos, a norte estavam os dos lancienses opidanos cuja capital, a Cividade Lância Opidana, foi referida a curta distância da atual localização da Guarda.
Esta teoria foi defendida acerrimamente pelo General João de Almeida (influente militar português, herói das campanhas de África, natural da Guarda), o que levou alguns críticos a menosprezá-la, no entanto, todas as pesquisas seguintes indicam a sua veracidade. Já o nome de Guarda terá sido uma derivação de um castro sobranceiro ao Rio Mondego, o Castro de Tintinolho.
Após o período romano seguiram-se períodos de ocupação por parte dos visigodos, mais tarde pelo reino das Astúrias e também pela civilização islâmica. Só após o processo da reconquista é atribuído o foral, reconfirmando definitivamente a importância da cidade e da região.
O rei D. Dinis e D. Isabel de Aragão estiveram na cidade mês e meio após casarem. O rei sancionou os «Costumes da Guarda» e viria a iniciar a preparação para uma guerra com Castela, no entanto a contenda foi resolvida com a assinatura do Tratado de Alcanizes.

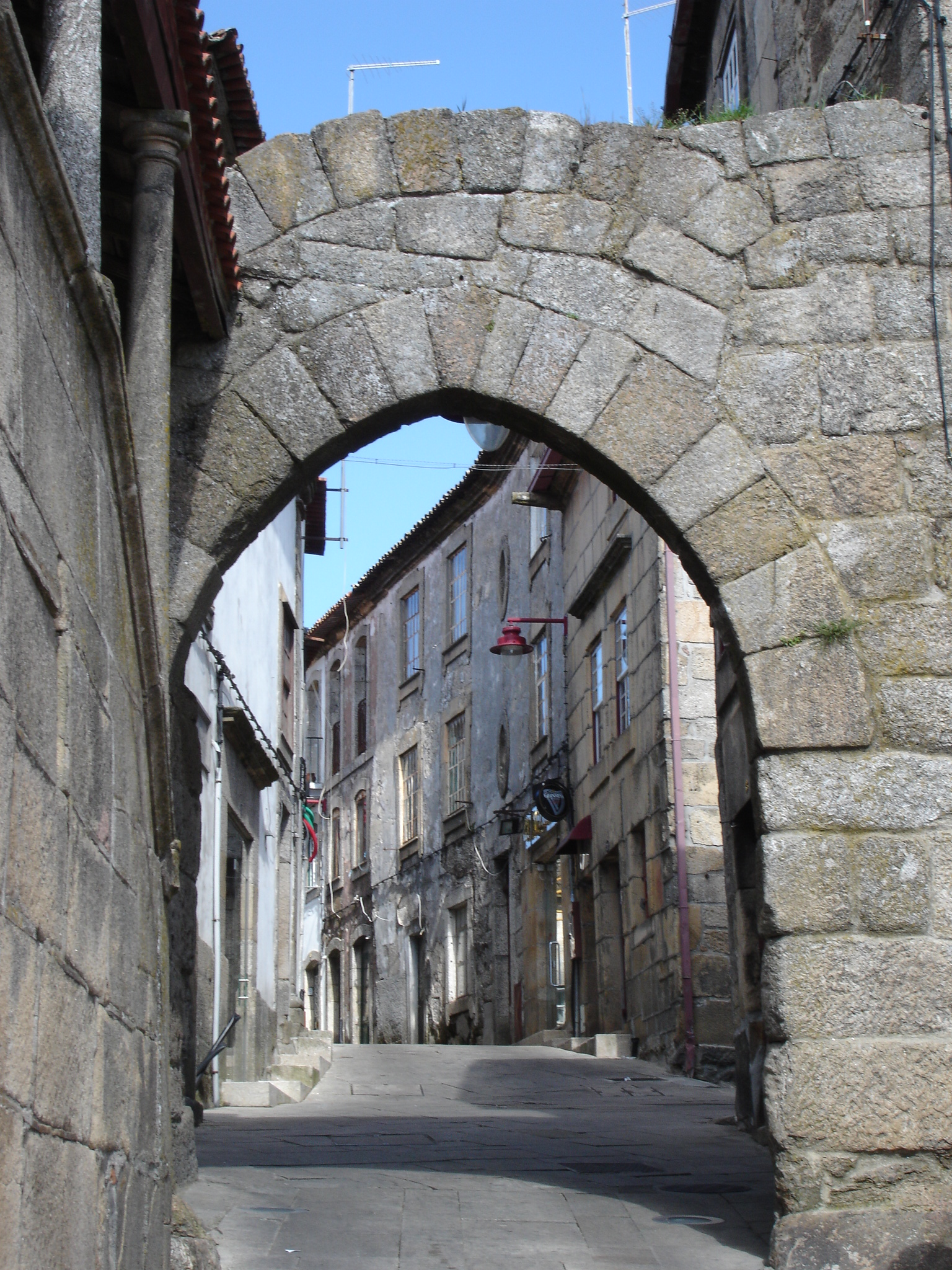
Porta do Sol

### «A cidade dos 5 Fs»
A explicação mais conhecida e consensual do significado do epíteto de «cidade dos 5 F's» diz que estes significam Forte, Farta, Fria, Fiel e Formosa. A explicação destes efes tão adaptados posteriormente a outras cidades é simples: 
1. Forte: a torre do castelo, as muralhas e a posição geográfica demonstram a sua força;
2. Farta: devido à riqueza do vale do Rio Mondego;
3. Fria: a proximidade à Serra da Estrela e o facto de estar situada a uma grande altitude explicam este F;
4. Fiel: porque Álvaro Gil Cabral, Alcaide-Mor do Castelo da Guarda e trisavô de Pedro Álvares Cabral, recusou entregar as chaves da cidade ao Rei João I de Castela durante a Crise dinástica de 1383–1385. Teve ainda fôlego para combater na Batalha de Aljubarrota e tomar assento nas Cortes de Coimbra de 1385, onde elegeu o Mestre de Avis como Rei D. João I de Portugal;
5. Formosa: pela sua natural beleza.

Ainda relativamente ao «4.º F» da Cidade, é sintomática a gárgula voltada em direção a nascente (ao encontro de Espanha): um traseiro, em claro tom de desafio e desprezo. É comum ver turistas procurando essa gárgula específica, recentemente apelidada de "Fiel".

### Guarda, o Berço da Língua Portuguesa
Foi por amor a uma bela mulher — pela qual muitos se apaixonaram — que haveria de se originar a Língua Portuguesa, hoje uma das mais faladas em todo o mundo.
E foi, na cidade da Guarda que se deu o acontecimento que marcou claramente o nascimento da Língua Portuguesa em 1189: aqui se escreveu o primeiro texto literário em Língua Portuguesa, da autoria do trovador galego Paio Soares de Taveirós para sua amada Maria Pais Ribeira ( também conhecia por Ribeirinha), intitulada de Cantiga da Ribeirinha.
A mesma Ribeirinha que acabaria por chamar a atenção do monarca D. Sancho I que também se inspirou a redigir-lhe reais trovas, e com quem haveria de manter uma notória relação extraconjugal, gerando numerosa descendência.
E assim, por amor a uma bela mulher — diziam-na "branca de pele, de fulvos cabelos, bonita, sedutora" — surge na Guarda a Língua Portuguesa, reflexo poderoso de paixões que os séculos não conseguiram apagar.

### Orago
A Virgem da Assunção é a Padroeira da Guarda.
Não é por acaso que:
- Por cima da entrada principal, ao centro, está a estátua da Virgem da Assunção, ladeada pelas torres sineiras com a heráldica de D. Pedro Vaz Gavião.
- O altar-mor (da Sé Catedral), atribuído a João de Ruão e mandado fazer ca. 1553 pelo bispo D. Gregório de Castro, é composto por um retábulo com uma centena de figuras esculpidas (do Antigo e do Novo Testamento) em pedra de Ançã. Um dos painéis centrais é ocupado por uma estátua invocando Nossa Senhora da Assunção.
- Segundo Adriano Vasco Rodrigues, é uma "“imagem em granito da Senhora da Assunção, padroeira da Guarda.”

(Fonte: ‘A Catedral da Guarda, motivo de orgulho!’, de Adriano Vasco Rodrigues, em GuardaViva Boletim Municipal, Nº 1, página 21)
- “Fachada principal virada a oeste, sendo visível um primitivo remate em pena angular, sendo rasgada por portal em arco abatido, com cogulhos internos, que se entrelaçam, dando origem a uma nicho com mísula e baldaquino, onde se integra a imagem de Nossa Senhora da Assunção ; é ladeado por dois colunelos finos, assentes em bases altas com toros e escócias, surgindo, nos intercolúnios, mísulas ornadas por folhagem protegidas por baldaquinos; o colunelo exterior prolonga-se sobre o nicho da Virgem, em arco canopial, com cogulhos internos e externos, sendo flanqueado por dois possantes gigantes, constituídos por amplas bases, de onde saem feixes de colunas torsas, rematando em pináculos também torsos e com florão.”
- “Na Estatística Paroquial, é referido que a paróquia da Sé, de Nossa Senhora da Assunção, era um priorado apresentado pelo bispo local.”

(Fonte: Sistema de Informação para o Património Arquitetónico)
- "...no centro a Virgem da Assunção, padroeira da cidade da Guarda.”

(Fonte: MONOGRAFIA ARTÍSTICA DA GUARDA, Adriano Vasco Rodrigues, 2ª edição, 1977, página 98, 2º parágrafo)
- “Diocese da Guarda (Diœcesis Ægitaniensis) — Padroeiro: Nª Senhora da Assunção”
- "Num nicho central, vê-se a imagem de Nossa Senhora da Assunção, padroeira da Guarda."

(Fonte: Património & Turismo, Distrito da Guarda 1999 [(REGISTOS: Ministério da Justiça, Empresa Jornalística Nº 222 033, ICS (Titularidade) Nº 122 034] , página 46)
- "Paróquia: Guarda; Orago: Nossa Senhora da Assunção"

(Fonte: CÚRIA DIOCESANA DA GUARDA — ANUÁRIO CATÓLICO)

### Cronologia
- 200 000 000 a.C. — Impacto de um meteoro a NE da atual cidade da Guarda, formando-se uma cratera complexa de 35 km de diâmetro.[10]
- 139 a.C. — Viriato é assassinado, e o seu funeral teria ocorrido provavelmente no Cabeço das Fráguas nas proximidades da atual cidade da Guarda.
- 1199 — Em 27 de novembro, fundação da cidade da Guarda – através de carta foral de D. Sancho I – com o propósito de servir de centro administrativo, de comércio e de defesa da fronteira da Beira contra os Reinos da Meseta do centro da Península Ibérica: primeiro, o Reino de Leão; depois, o Castela e finalmente, Espanha. Foi este propósito que deu origem ao nome de Cidade da Guarda.
- 1202 — Criação da Diocese da Guarda, transferida de Idanha, a antiga e importante cidade romana da Egitânia, que foi largamente abandonada no tempo das invasões e lutas contra os mouros, já que a sua situação em plena fronteira e localização difícil de defender a expunham quer a mouros quer a cristãos. A cidade da Guarda foi fundada em posição muito mais fácil de defender, o que lhe permitiria tirar à Idanha a posição de centro principal da Beira Interior.
- 1203 — D. Martinho Pais é Bispo da Guarda.
- 1255 — Criação das Feiras de S. João.
- 1281–1282 — D. Dinis realiza as Cortes da Guarda.
- 1333 — Homens bons da Guarda solicitam a D. Afonso IV a redução das rendas.
- 1379 — D. Fernando autoriza o Bispo D. Afonso Correia II a criar o Colégio para estudantes pobres.
- 1384 — O alcaide-mor do castelo da Guarda Álvaro Gil Cabral (trisavô de Pedro Álvares Cabral) recusa-se a entregar as chaves da cidade a D. João I de Castela.
- 1385 — D. João, o Mestre de Avis, aloja-se na cidade.
- 1405 — D. João I ordena que os judeus usem uma estrela vermelha de seis pontas ao peito, estranhamente mais tarde vem recuar revogando essa mesma lei após abusos das autoridades.
- 1435 — Nasce Frei Pedro da Guarda.
- 1450 — Litígio entre o Bispo, a Câmara da Guarda e D. Afonso V, devido à entrada de vinho de fora da cidade.
- 1459–1476 — O Bispo da Guarda explora ferrarias em Caría auxiliado por biscaínhos, especializados em fundições.
- 1462 — D. Afonso V concede ao Bispo da Guarda o direito de explorar minas de chumbo, prata, ouro, estanho, cobre e outros metais.
- 1465 — D. Afonso V realiza novas Cortes na Guarda.
- 1475 — O príncipe D. João (futuro Rei D. João II) reúne Conselho na Guarda para reunir tropas que participarão na batalha de Toro.
- 1476 — Em janeiro o príncipe parte da Guarda chegando a Ciudad Rodrigo no dia 24 desse mesmo mês.
- 1492 — Expulsão dos judeus de Espanha. Aumenta exponencialmente a população judia da Guarda.
- 1493 — Rui de Pina delineia o Tratado de Tordesilhas na Guarda e parte em embaixada para Castela. Deste episódio sobrou ainda nos dias de hoje a expressão que nos diz que «O Brasil nasceu na Guarda».
- 1496 — É dada ordem para a conversão ou expulsão dos judeus, levando ao aparecimento dos chamados cristãos-novos e do cripto-judaísmo na região.
- 1499 — O Papa autoriza o Bispo da Guarda a fundar três Mosteiros onde quiser.
- 1500 — A 12 de maio dá-se o primeiro Sínodo Diocesano da Guarda.
- 1519 — D. Manuel I concede isenções fiscais aos moradores da Guarda.
- 1530 — A 5 de outubro o Rei D. João III nomeia D. Fernando como Duque da Guarda.
- 1540 — Concluídas as obras da Catedral da Guarda, tal como hoje se conhece.
- 1541 — O Inquisidor Cardeal D. Henrique, autoriza o Reitor da Universidade de Coimbra a fazer inquisição no Bispado da Guarda, a sul do Tejo.
- 1543 — Iniciam-se as perseguições da inquisição na Guarda.
- 1580 — O Bispo da Guarda D. João de Portugal torna-se partidário da independência e opositor da dominância filipina, vindo mais tarde a combater em Alcântara ao lado do D. António o Prior do Crato, vindo a morrer no cárcere em 1592 às ordens de Filipe II de Espanha.
- 1582 — É adotado o calendário gregoriano na diocese Egitaniense.
- 1582 — Pedro Telésio é mestre de música na Sé da Guarda.
- 1597 — Início dos trabalhos das novas Constituições do bispado da Guarda.
- 1614–1615 e 1617 — Guerra entre bandos na Guarda.
- 1655 — Intensificada a exploração de Estanho nas minas da Guarda.
- 1670 — Matias de Sousa Vilas Lobo ensina música na Guarda.
- 1674 — Sínodo diocesano para regulamentar os dízimos. Este irá produzir levantamentos populares em Idanha-a-Nova.
- 1697 — Ano de fome em toda a região da Guarda.
- 1704 — Encontram-se na Guarda, D. Pedro II e o Arquiduque Carlos d'Áustria, envolvidos na guerra de sucessão de Espanha.
- 1727 — A 19 de junho morre, com 103 anos, a Madre Mariana de S. Miguel no Convento de Sta. Clara. A 26 de junho, pelas 14h, a cidade sofre uma trovoada com pedras de dimensões nunca vistas, dois raios caem na Catedral causando danos no interior.
- 1730 — O Bispo da Guarda, D. João de Mendonça, funda em Castelo Branco o Recolhimento de Santa Maria Madalena
- 1730 a 1735 — Intensifica-se a perseguição aos judeus, aumentam as marcas cruciformes na judiaria da Guarda.
- 1733 — Morre António de Sequeira e Albuquerque com 103 anos, fora Cónego da Sé durante 86 anos.
- 1744 — A 6 de julho o Rei D. João V pede ao Bispo da Guarda que lhe sejam remetidos os rendimentos do Cabido.
- 1749 — Grande cheia no Mondego inunda a povoação de Porto da Carne e terrenos marginais.
- 1753 — A 23 de agosto o Rei D. José proíbe o Bispo da Guarda de dar ordens aos oficiais de justiça seculares, ou de os ameaçar de excomunhão.
- 1755 — Sente-se o terramoto de Lisboa na Região, que causa graves danos em Pinhel.
- 1757 — A 6 de dezembro o Rei D. José adverte o Bispo da Guarda quanto às punições destinadas a eclesiásticos que colaboram com o contrabando, escondendo-os nas igrejas.
- 1762 — Estado de Guerra na região, ataques dos Espanhóis a Castelo Rodrigo e Almeida. O Rei D. José pede ao Bispo da Guarda para prevenir os eclesiásticos que as suas casas poderiam ser requisitadas para albergar militares.
- 1773 — A 16 de fevereiro o Marquês de Pombal manda abolir finalmente os atestados de limpeza de sangue e queimar os cadastros de cristãos-novos.
- 1774 — A 12 de abril o Papa Clemente XIV separa o território do Arcediago de Seia do Bispado de Coimbra e integra-o na Guarda.
- 1801 — O Marquês de Alorna derruba parte da muralha da Guarda para construir o Forte Velho, a 3 km da cidade.
- 1808 — As tropas francesas comandadas por Loisin entram na cidade da Guarda.
- 1810 — A Cidade sofre a 3ª invasão francesa.
- 1811 — A 16 de Abril as tropas francesas veem se obrigadas a abandonar a cidade devido à batalha de Fuentes de Oñoro que viriam a perder em 5 de Maio.
- 1812 — A 16 de maio o Estado fornece sementes de milho pela população para reparar os prejuízos da Guerra com os franceses.
- 1829 — Em janeiro regista-se uma "intensa vaga de frio que faz congelar os ovos e a aguardente". (Para que isto ocorra são necessárias temperaturas inferiores a -23 °C).
- 1833 — O Bispo absolutista D. José Pacheco e Sousa abandona a cidade que só voltará a ter bispo em 1858.
- 1835 — Novo derrube de secções da muralha para construção do cemitério.
- 1839 — Destruição da porta da Covilhã e da torre das freiras.
- 1855 — Criação do Liceu da Guarda.
- 1866 — O Governador Civil Sande e Castro intervém para que se crie o Montepio Egitaniense.
- 1868 — Criado aquele que se pensa ser o 1º jornal da Guarda: «O Egitaniense».
- 1871 — Nasce Carolina Beatriz Ângelo.
- 1876 — Fundação da Companhia dos Bombeiros Voluntários da Guarda.
- 1881 — É extinta a Diocese de Pinhel e incorporada na diocese da Guarda.
- 1882 — A 4 de agosto D. Luís I e D. Maria Pia são recebidos solenemente na Guarda por ocasião da Inauguração da linha da Beira Alta entre a Guarda e Vilar Formoso, junto da fronteira com Espanha.
- 1883 — Nasce Ladislau Patrício.
- 1885 — Morre a última freira do convento de Sta. Clara, que é posteriormente entregue à Misericórdia para a instalação de um hospital. Inicia-se dos trabalhos de ligação com a Linha da Beira Baixa.
- 1887 — O Governador Civil D. João de Alarcão intercede e consegue a criação do Asilo de mendicidade Distrital.
- 1889 — Criação do Asilo da Infância desvalida.
- 1894 — Conferência de S. Vicente Paulo (Intervenção do Bispo D. Tomaz G. de Almeida)
- 1895 — Integração da Guarda na 5ª Brigada através dos corpos de Infantaria nº 12, 21 e 23. Construção do Mercado fechado com arte em ferro.
- 1896 — Eletrificação da Guarda, sendo concessionário Francisco de Pinto Balsemão.
- 1897 — Criação da Escola Normal (Magistério Primário).
- 1899 — Começam obras de restauro da catedral (Arq. Rosendo Carvalheira e Mestre Valentim).
- 1901 — A 30 de dezembro a Sé Catedral é decretada monumento nacional.
- 1902 — Câmara da Guarda gasta 387 000$00 no abastecimento de água para a freguesia de Vela.
- 1904 — Fundada a Caixa Económica da Guarda, por João Caetano Salvado.
- 1907 — A 18 de maio chegam à Guarda D. Carlos I e D. Amélia para inaugurar o Sanatório Sousa Martins.
- 1910 — Implantação da República, saudada com grande entusiasmo pela população da cidade.
- 1911 — Durante um baile no Regimento de Infantaria n.º 12 o soalho abate provocando vários feridos com fraturas, especialmente entre as senhoras.
- 1921 — A Câmara Municipal tem direito a imprimir moeda (cédulas camarárias).
- 1922 — O ex-aluno do Liceu da Guarda, Sacadura Cabral, inicia a 1ª travessia do Atlântico Sul.
- 1926 — Início da Ditadura militar.
- 1929 — A 26 de fevereiro falece Augusto Gil.
- 1931 — Sai o último nº (938) do jornal O Combate, foi seu diretor o poeta José Augusto de Castro.
- 1934 — Morre no Tarrafal o General Adalberto Gastão de Sousa Dias, heroico defensor da Democracia. É transportado para a Guarda e depositado sem honras fúnebres num jazigo do cemitério municipal.
- 1937 — O Jornal democrático "Distrito da Guarda" é encerrado pela censura.
- 1940 — Chegam à Guarda refugiados da Segunda Guerra Mundial, começam a sentir-se o racionamento de alimentos.
- 1941 — Ciclone derruba milhares de árvores no Distrito.
- 1942 — Inaugurado o Hotel Turismo.
- 1944 — Dia da Liberdade.
- 1946 — Reabre a escola do magistério primário.
- 1948 — Fundação da Rádio Altitude no Sanatório da Guarda.
- 1951 — A 11 de novembro falece Salvador do Nascimento, a cidade presta honras fúnebres.
- 1956 — Entra em funcionamento a Escola Comercial e Industrial da Guarda.
- 1963 — As Indústrias Lusitanas Renault instalam-se na Guarda.
- 1967 — Morre Ladislau Patrício.
- 1974 — O Regimento de Infantaria adere desde a primeira hora ao MFA.
- 1976 — Acordos da Guarda — entre Portugal e Espanha.
- 1977 — Celebra-se na Guarda o "Dia das Comunidades Lusíadas" com a presença do Pres. da República General Ramalho Eanes e Membros do Governo.
- 1978 — Criada na Guarda a Associação de Amizade Portugal-Israel.
- 1979 — Geminação da cidade com Safed.
- 1983 — Criação da Escola Superior de Saúde da Guarda — Nasce o Instituto Politécnico da Guarda.
- 1988 — Em março — Presidência aberta sendo presidente Dr. Mário Soares.
- 1995 — Abílio Curto abandona a Presidência da Câmara Municipal, cargo que exercia desde 1976.
- 1999 — Celebração do VIII centenário do Foral Sanchino, com a presença do Presidente Jorge Sampaio. É criado o Centro de Estudos Ibérico.
- 2000 — Fundação do Jornal O Interior.
- 2001 — D. José Saraiva Martins ascende a Cardeal.
- 2010 — O histórico Hotel Turismo é encerrado. A Câmara Municipal da Guarda acorda vender o edifício ao Turismo de Portugal.
- 2010 — Encerramento da Delphi, à data uma das maiores empregadoras da região.
- 2011 — O último Governador do Distrito, Santinho Pacheco é exonerado pelo Primeiro Ministro Pedro Passos Coelho.
- 2013 — A coligação PSD/CDS ganha a autarquia da Guarda
- 2014 — A cidade é, novamente, palco das comemorações do Dia de Portugal, de Camões e das Comunidades Portuguesas, com a Presença do Presidente da República, Aníbal Cavaco Silva.
- 2021 — Sérgio Costa vence as eleições autárquicas, como independente. Torna-se o primeiro Presidente da Camâra independente.

## População
| Número de habitantes *                   | Número de habitantes * | Número de habitantes * | Número de habitantes * | Número de habitantes * | Número de habitantes * | Número de habitantes * | Número de habitantes * | Número de habitantes * | Número de habitantes * | Número de habitantes * | Número de habitantes * | Número de habitantes * | Número de habitantes * | Número de habitantes * | Número de habitantes * |
| ---------------------------------------- | ---------------------- | ---------------------- | ---------------------- | ---------------------- | ---------------------- | ---------------------- | ---------------------- | ---------------------- | ---------------------- | ---------------------- | ---------------------- | ---------------------- | ---------------------- | ---------------------- | ---------------------- |
| 1864                                     | 1878                   | 1890                   | 1900                   | 1911                   | 1920                   | 1930                   | 1940                   | 1950                   | 1960                   | 1970                   | 1981                   | 1991                   | 2001                   | 2011                   | 2021                   |
| 33 006                                   | 36 280                 | 40 205                 | 41 910                 | 44 010                 | 41 909                 | 43 314                 | 47 862                 | 51 468                 | 48 994                 | 39 741                 | 40 360                 | 38 765                 | 43 822                 | 42 541                 | 40 117                 |
| Número de habitantes por Grupo Etário ** |                        |                        |                        |                        |                        |                        |                        |                        |                        |                        |                        |                        |                        |                        |                        |
|                                          |                        |                        | 1900                   | 1911                   | 1920                   | 1930                   | 1940                   | 1950                   | 1960                   | 1970                   | 1981                   | 1991                   | 2001                   | 2011                   | 2021                   |
| 0-14 Anos                                | 0-14 Anos              | 0-14 Anos              | 14 181                 | 14 816                 | 14 177                 | 14 678                 | 15 799                 | 15 617                 | 14 233                 | 11 105                 | 9 028                  | 7 282                  | 6 809                  | 5 833                  | 4 486                  |
| 15-24 Anos                               | 15-24 Anos             | 15-24 Anos             | 7 901                  | 8 128                  | 7 563                  | 8 253                  | 8 851                  | 9 814                  | 8 399                  | 6 195                  | 7 219                  | 5 789                  | 6 126                  | 4 409                  | 4 156                  |
| 25-64 Anos                               | 25-64 Anos             | 25-64 Anos             | 17 016                 | 18 267                 | 17 316                 | 17 659                 | 20 060                 | 21 836                 | 22 076                 | 17 455                 | 18 155                 | 18 846                 | 22 721                 | 23 426                 | 21 341                 |
| = ou > 65 Anos                           | = ou > 65 Anos         | = ou > 65 Anos         | 2 172                  | 2 337                  | 2 462                  | 2 972                  | 3 114                  | 3 902                  | 4 286                  | 4 490                  | 5 958                  | 6 585                  | 8 166                  | 8 873                  | 10 134                 |

- Número de habitantes "residentes", ou seja, que tinham a residência oficial neste município à data em que os censos se realizaram.	
  - De 1900 a 1950 os dados referem-se à população "de facto", ou seja, que estava presente no município à data em que os censos se realizaram. Daí que se registem algumas diferenças relativamente à designada população residente.)

## Lendas
Segundo uma lenda, no tempo da Reconquista, havia uma jovem Ana apaixonada por Alfonso III das Astúrias que seguiu o rei, vestida de soldado. Depois duma batalha, o rei descobriu o segredo de Ana e emocionado, mandou construir um castelo para Ana viver, tornando-se a guardiã daquelas terras.

## Geografia
A Guarda é sobranceira ao Vale do Mondego, insere-se no último contraforte Norte da Serra da Estrela é a cidade mais alta de Portugal, quanto à altitude da área urbana do município, com altitude máxima de 1 056 m.
Fruto desta altitude é também o curioso facto de esta região pertencer a três bacias hidrográficas — Mondego, Douro e Tejo, contribuindo desta forma para os recursos hídricos das regiões de Lisboa, Porto e Coimbra. O ponto de confluência das três bacias localiza-se na povoação de Vale de Estrela nas imediações da Guarda.

### Clima
O clima na cidade da Guarda é temperado, com influência mediterrânica, visto que no verão há uma curta estação seca. O mês mais quente é julho, com temperatura média de 19,7 °C, e o mês mais frio é janeiro, com média de 4 °C. O mês mais chuvoso é dezembro, com pluviosidade média de 150,6 mm, e o mês mais seco é agosto, com média de escassos 10,4 mm. A temperatura média anual é de 11,1 °C e a pluviosidade média anual é de 914,2 mm. É considerada uma das cidades mais frias de Portugal, experimentando algumas vezes por ano precipitações de neve.
As temperaturas inferiores a -10 °C ocorrem com alguma frequência, havendo inclusivamente registos históricos datados de janeiro de 1829 que parecem indicar temperaturas inferiores a -20 °C (ver secção cronologia).
| Dados climatológicos para Guarda (1981-2010)                                                             | Dados climatológicos para Guarda (1981-2010) | Dados climatológicos para Guarda (1981-2010) | Dados climatológicos para Guarda (1981-2010) | Dados climatológicos para Guarda (1981-2010) | Dados climatológicos para Guarda (1981-2010) | Dados climatológicos para Guarda (1981-2010) | Dados climatológicos para Guarda (1981-2010) | Dados climatológicos para Guarda (1981-2010) | Dados climatológicos para Guarda (1981-2010) | Dados climatológicos para Guarda (1981-2010) | Dados climatológicos para Guarda (1981-2010) | Dados climatológicos para Guarda (1981-2010) | Dados climatológicos para Guarda (1981-2010) |
| Mês | Jan                                          | Fev                                          | Mar                                          | Abr                                          | Mai                                          | Jun                                          | Jul                                          | Ago                                          | Set                                          | Out                                          | Nov                                          | Dez                                          | Ano                                          |
| --- | -------------------------------------------- | -------------------------------------------- | -------------------------------------------- | -------------------------------------------- | -------------------------------------------- | -------------------------------------------- | -------------------------------------------- | -------------------------------------------- | -------------------------------------------- | -------------------------------------------- | -------------------------------------------- | -------------------------------------------- | -------------------------------------------- |
| Temperatura máxima recorde (°C)                                                                          | 15,2                                         | 17,6                                         | 23,0                                         | 24,5                                         | 30,8                                         | 33,7                                         | 38,3                                         | 34,6                                         | 36,0                                         | 27,0                                         | 21,3                                         | 17,1                                         | 38,3                                         |
| Temperatura máxima média (°C)                                                                            | 6,8                                          | 8,6                                          | 11,4                                         | 12,4                                         | 16,4                                         | 21,2                                         | 25,1                                         | 25,0                                         | 21,1                                         | 15,0                                         | 10,0                                         | 7,8                                          | 15,1                                         |
| Temperatura média (°C)                                                                                   | 4,0                                          | 5,5                                          | 7,7                                          | 8,4                                          | 12,3                                         | 16,2                                         | 19,7                                         | 19,5                                         | 16,3                                         | 11,4                                         | 7,5                                          | 5,3                                          | 11,15                                        |
| Temperatura mínima média (°C)                                                                            | 1,2                                          | 2,3                                          | 3,7                                          | 4,6                                          | 7,7                                          | 11,3                                         | 14,0                                         | 13,9                                         | 11,9                                         | 8,3                                          | 5,0                                          | 2,9                                          | 7,2                                          |
| Temperatura mínima recorde (°C)                                                                          | −10,8                                        | −6,2                                         | −8,8                                         | −4,5                                         | −1,8                                         | 1,2                                          | 4,4                                          | 4,9                                          | 1,8                                          | −0,6                                         | −7,5                                         | −6,7                                         | −10,8                                        |
| Precipitação (mm)                                                                                        | 104,8                                        | 71,2                                         | 59,4                                         | 86,7                                         | 86,3                                         | 33,9                                         | 18,2                                         | 10,4                                         | 58,2                                         | 107,4                                        | 127,1                                        | 150,6                                        | 914,2                                        |
| Dias com neve                                                                                            | 0                                            | 1                                            | 0                                            | 0                                            | 0                                            | 0                                            | 0                                            | 0                                            | 0                                            | 0                                            | 0                                            | 0                                            | 1                                            |
| Fonte: Instituto Português do Mar e da Atmosfera (1981–2010)(Records: 1971-2010) 26 de fevereiro de 2013 |                                              |                                              |                                              |                                              |                                              |                                              |                                              |                                              |                                              |                                              |                                              |                                              |                                              |
| Fonte 2: Climate Zone (Dias de neve - média 2010 a 2014) 26 de fevereiro de 2013                         |                                              |                                              |                                              |                                              |                                              |                                              |                                              |                                              |                                              |                                              |                                              |                                              |                                              |

## Organização administrativa
Até 2013, a cidade da Guarda era oficialmente constituída pelas freguesias urbanas da Sé, São Vicente e São Miguel, entretanto unidas numa só (freguesia da Guarda).

### Freguesias

Freguesias do município da Guarda

Desde a reorganização administrativa de 2012/2013, o município da Guarda está dividido em 43 freguesias:
| - Adão - Aldeia do Bispo - Aldeia Viçosa - Alvendre - Arrifana - Avelãs da Ribeira - Avelãs de Ambom e Rocamondo - Benespera - Casal de Cinza - Castanheira - Cavadoude - Codesseiro - Corujeira e Trinta - Faia - Famalicão - Fernão Joanes - Gonçalo - Gonçalo Bocas - Guarda - Jarmelo São Miguel - Jarmelo São Pedro - João Antão - Maçainhas (anteriormente Maçainhas de Baixo) - Marmeleiro | - Meios - Mizarela, Pêro Soares e Vila Soeiro - Panoias de Cima - Pega - Pera do Moço - Porto da Carne - Pousade e Albardo - Ramela - Rochoso e Monte Margarida - Santana da Azinha - Sobral da Serra - Vale de Estrela - Valhelhas - Vela - Videmonte - Vila Cortês do Mondego - Vila Fernando - Vila Franca do Deão - Vila Garcia |

Até 1 de janeiro de 2002, fazia também parte do município a freguesia do Vale de Amoreira, a qual entretanto foi transferida para o vizinho município de Manteigas.

### Cidades geminadas
A cidade da Guarda está geminada com cinco cidades:
- -  Siegburg, Renânia do Norte-Vestfália
  -  Béjar, Castela e Leão
  -  Safed, Distrito Norte
  -  Waterbury, Connecticut
  -  Wattrelos, Nord

## Política
Presidentes da Câmara após o 25 de Abril:
- Vítor Cabeço (1976) — renuncia a favor de Abílio Curto;
- Abílio Curto (1976–1995) — é afastado por ser arguido num processo judicial;
- Maria do Carmo Borges (1995–2005) — renuncia para assumir o cargo de Governadora Civil do Distrito da Guarda;
- Álvaro Guerreiro (2005) — termina o mandato de Maria do Carmo Borges;
- Joaquim Valente (2005–2013);
- Álvaro Amaro (2013–2019) — eleito pela coligação PSD/CDS;
- Carlos Chaves Monteiro (2019–2021) — assume o cargo após o antecessor ser eleito eurodeputado;
- Sérgio Costa (2021–) — primeiro independente;

### Eleições autárquicas[17]
| Data | %     | V     | %      | V      | %       | V       | %       | V       | %              | V          | %              | V   | %              | V   | %              | V   | %              | V   | %              | V       | %   | V   | %   | V   | %  | V  | Participação |                |
| Data | PS    | PS    | CDS-PP | CDS-PP | PPD/PSD | PPD/PSD | APU/CDU | APU/CDU | PCTP/ MRPP     | PCTP/ MRPP | AD             | AD  | PPM            | PPM | PRD            | PRD | BE             | BE  | PSD-CDS        | PSD-CDS | MPT | MPT | GCE | GCE | CH | CH | Participação |                |
| ---- | ----- | ----- | ------ | ------ | ------- | ------- | ------- | ------- | -------------- | ---------- | -------------- | --- | -------------- | --- | -------------- | --- | -------------- | --- | -------------- | ------- | --- | --- | --- | --- | -- | -- | ------------ | -------------- |
| Data | 1976  | 33,56 | 3      | 31,22  | 2       | 21,66   | 2       | 4,89    | -              | 1,81       | -              |     |                |     |                |     |                |     |                |         |     |     |     |     |    |    |              | 64,22 / 100,00 |
| 1979 | 54,28 | 4     | AD     | AD     | AD      | AD      | 3,00    | -       | 1,77           | -          | 37,17          | 3   | AD             | AD  | 79,52 / 100,00 |     |                |     |                |         |     |     |     |     |    |    |              |                |
| 1982 | 57,34 | 5     | AD     | AD     | AD      | AD      | 4,15    | -       | 1,26           | -          | 32,81          | 2   | AD             | AD  | 72,30 / 100,00 |     |                |     |                |         |     |     |     |     |    |    |              |                |
| 1985 | 52,44 | 4     |        |        | 31,75   | 3       | 3,53    | -       | 0,75           | -          |                |     |                |     | 7,52           | -   | 68,10 / 100,00 |     |                |         |     |     |     |     |    |    |              |                |
| 1989 | 52,81 | 4     | 6,47   | -      | 33,43   | 3       | 2,67    | -       |                |            | 0,63           | -   | 67,12 / 100,00 |     |                |     |                |     |                |         |     |     |     |     |    |    |              |                |
| 1993 | 52,34 | 4     | 5,30   | -      | 34,49   | 3       | 3,25    | -       |                |            | 67,95 / 100,00 |     |                |     |                |     |                |     |                |         |     |     |     |     |    |    |              |                |
| 1997 | 56,29 | 4     | 4,08   | -      | 32,12   | 3       | 2,98    | -       | 65,26 / 100,00 |            |                |     |                |     |                |     |                |     |                |         |     |     |     |     |    |    |              |                |
| 2001 | 47,65 | 4     | 2,97   | -      | 42,46   | 3       | 1,98    | -       | 0,82           | -          | 68,26 / 100,00 |     |                |     |                |     |                |     |                |         |     |     |     |     |    |    |              |                |
| 2005 | 52,51 | 4     | 4,55   | -      | 33,84   | 3       | 1,78    | -       | 0,59           | -          | 1,99           | -   | 70,40 / 100,00 |     |                |     |                |     |                |         |     |     |     |     |    |    |              |                |
| 2009 | 55,79 | 5     | 5,15   | -      | 28,33   | 2       | 2,68    | -       | 0,70           | -          | 2,89           | -   | 62,72 / 100,00 |     |                |     |                |     |                |         |     |     |     |     |    |    |              |                |
| 2013 | 30,39 | 2     | PSD    | PSD    | CDS     | CDS     | 3,89    | -       | 2,42           | -          | 3,66           | -   | 51,43          | 5   | 59,47 / 100,00 |     |                |     |                |         |     |     |     |     |    |    |              |                |
| 2017 | 23,35 | 2     | 5,59   | -      | 61,20   | 5       | 2,11    | -       |                |            | CDS            | CDS | 3,04           | -   |                |     | CDS            | CDS | 60,86 / 100,00 |         |     |     |     |     |    |    |              |                |
| 2021 | 17,98 | 1     | 2,69   | -      | 33,68   | 3       | 1,31    | -       |                |            | 1,60           | -   |                |     | 36,22          | 3   | 2,69           | -   | 63,19 / 100,00 |         |     |     |     |     |    |    |              |                |

### Eleições legislativas
| Data | %     | %     | %     | %    | %     | %     | %        | %     | %    | %     | %    | %   | %       | % | %  | %  |
| Data | CDS   | PS    | PSD   | PCP  | UDP   | AD    | APU/ CDU | FRS   | PRD  | PSN   | B.E. | PAN | PSD CDS | L | CH | IL |
| ---- | ----- | ----- | ----- | ---- | ----- | ----- | -------- | ----- | ---- | ----- | ---- | --- | ------- | - | -- | -- |
| 1976 | 32,13 | 30,32 | 18,64 | 3,55 | 1,23  |       |          |       |      |       |      |     |         |   |    |    |
| 1979 | AD    | 36,73 | AD    | APU  | 0,82  | 49,51 | 5,49     |       |      |       |      |     |         |   |    |    |
| 1980 | AD    | FRS   | AD    | APU  | 0,78  | 51,23 | 4,82     | 35,15 |      |       |      |     |         |   |    |    |
| 1983 | 18,78 | 46,20 | 23,27 | APU  | 0,34  |       | 4,84     |       |      |       |      |     |         |   |    |    |
| 1985 | 16,46 | 30,28 | 27,44 | APU  | 0,82  | 5,15  | 13,00    |       |      |       |      |     |         |   |    |    |
| 1987 | 5,44  | 29,41 | 53,28 | CDU  | 0,25  | 3,15  | 2,12     |       |      |       |      |     |         |   |    |    |
| 1991 | 5,42  | 36,29 | 48,61 | CDU  |       | 2,39  | 0,81     | 1,80  |      |       |      |     |         |   |    |    |
| 1995 | 10,49 | 52,62 | 30,69 | CDU  | 0,41  | 2,12  |          | 0,35  |      |       |      |     |         |   |    |    |
| 1999 | 10,35 | 47,71 | 33,22 | CDU  |       | 3,44  |          | 1,45  |      |       |      |     |         |   |    |    |
| 2002 | 9,86  | 39,83 | 42,50 | CDU  | 2,35  | 1,79  |          |       |      |       |      |     |         |   |    |    |
| 2005 | 6,89  | 51,79 | 27,27 | CDU  | 3,00  | 4,71  |          |       |      |       |      |     |         |   |    |    |
| 2009 | 11,48 | 36,44 | 30,78 | CDU  | 3,55  | 10,99 |          |       |      |       |      |     |         |   |    |    |
| 2011 | 13,34 | 28,59 | 41,35 | CDU  | 3,89  | 4,68  | 0,81     |       |      |       |      |     |         |   |    |    |
| 2015 | PSD   | 33,83 | CDS   | CDU  | 4,11  | 10,23 | 1,51     | 41,73 | 0,63 |       |      |     |         |   |    |    |
| 2019 | 4,76  | 36,14 | 32,12 | CDU  | 2,93  | 10,77 | 2,25     |       | 0,70 | 1,52  | 0,81 |     |         |   |    |    |
| 2022 | 2,10  | 45,61 | 31,00 | CDU  | 1,59  | 3,93  | 0,72     | 0,69  | 8,72 | 2,52  |      |     |         |   |    |    |
| 2024 | AD    | 31,47 | AD    | CDU  | 32,06 | 1,44  | 3,42     | 1,17  | 1,81 | 19,55 | 3,05 |     |         |   |    |    |

## Património arquitetónico e arqueológico
A cidade tem vários monumentos arquitetónicos, na sua maioria situados no centro histórico:
- Sé Catedral da Guarda
- Igreja de São Vicente
- Igreja da Misericórdia
- Portas da cidade (do Sol, da Erva, Del Rei e Falsa)
- Torre dos Ferreiros
- Torre de Menagem (Castelo da Guarda)
- Muralhas da cidade
- Capela de Nossa Senhora do Mileu
- Estação arqueológica da Póvoa de Mileu
- Capela de São Pedro de Verona
- Paço Episcopal
- Paços do Concelho
- Solar do Alarcão

- Solar dos Póvoas
- Antigos Paços do Concelho

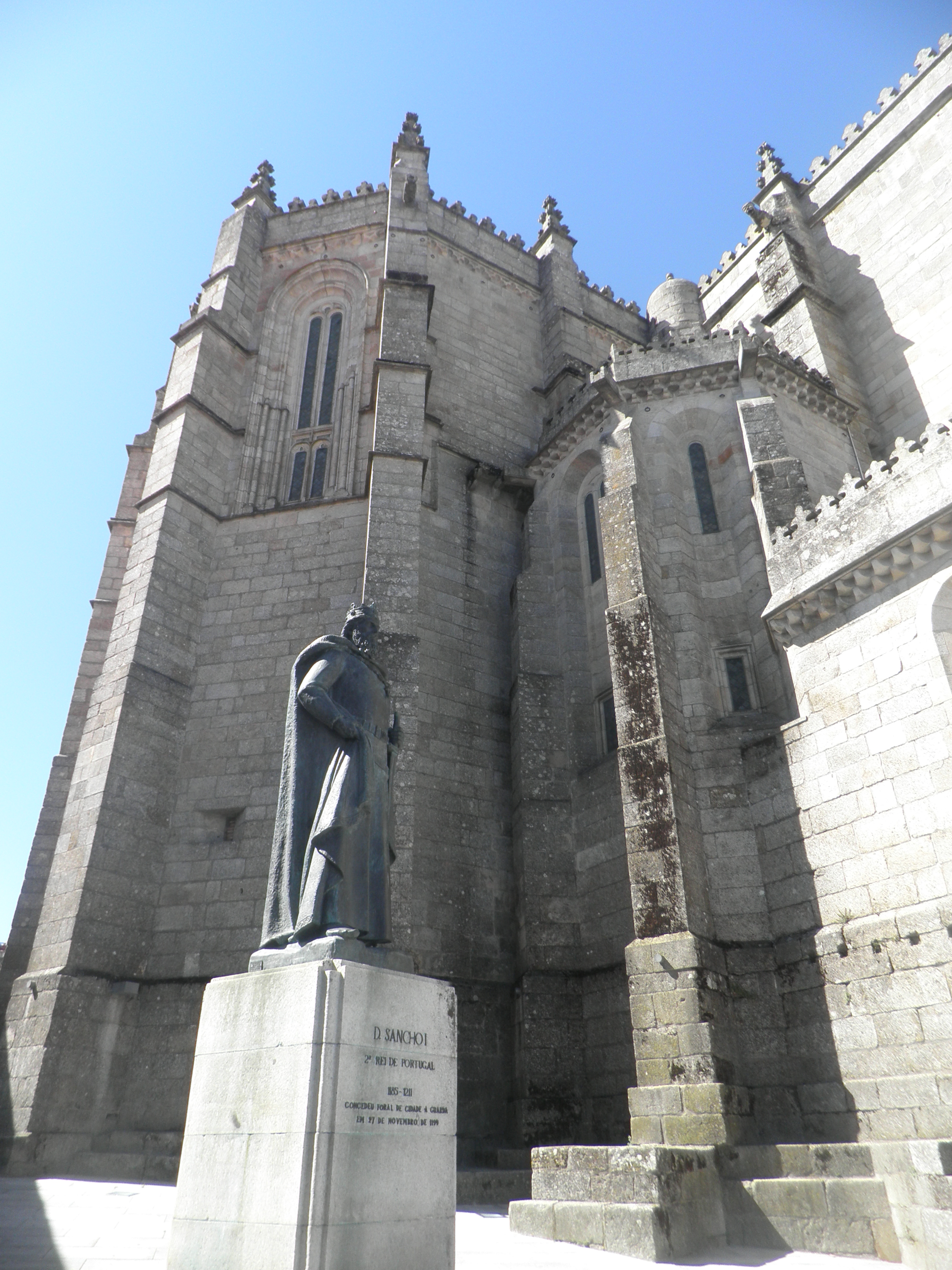
Sé da Guarda e estátua de D. Sancho I

- Pelourinho da Guarda ou Cruzeiro da Guarda
- Judiaria da Guarda
- Casa do Alpendre
- Casas dos Magistrados
- Hotel Turismo da Guarda
- Convento de São Francisco da Guarda ou Convento do Espírito Santo
- Antigo Colégio do Roseiral
- Complexo do ex-Sanatório Sousa Martins ou Hospital da Guarda
- Chafariz de Santo André
- Castro do Jarmelo
- Castro de Tintinolho
- Solar da Rua do Encontro
- Cabeço das Fráguas
- Anta de Pêra do Moço
- Ponte antiga de Valhelhas
- Pelourinho de Valhelhas
- Igreja Matriz de Aldeia Viçosa

No centro histórico da Guarda encontram-se vários edifícios com marcas mágico-religiosas: um estudo de novembro de 2006, editado pela Sociedade Pólis Guarda e pela autarquia local, identifica 48 marcas cruciformes em edifícios da zona da Judiaria.

## Património natural

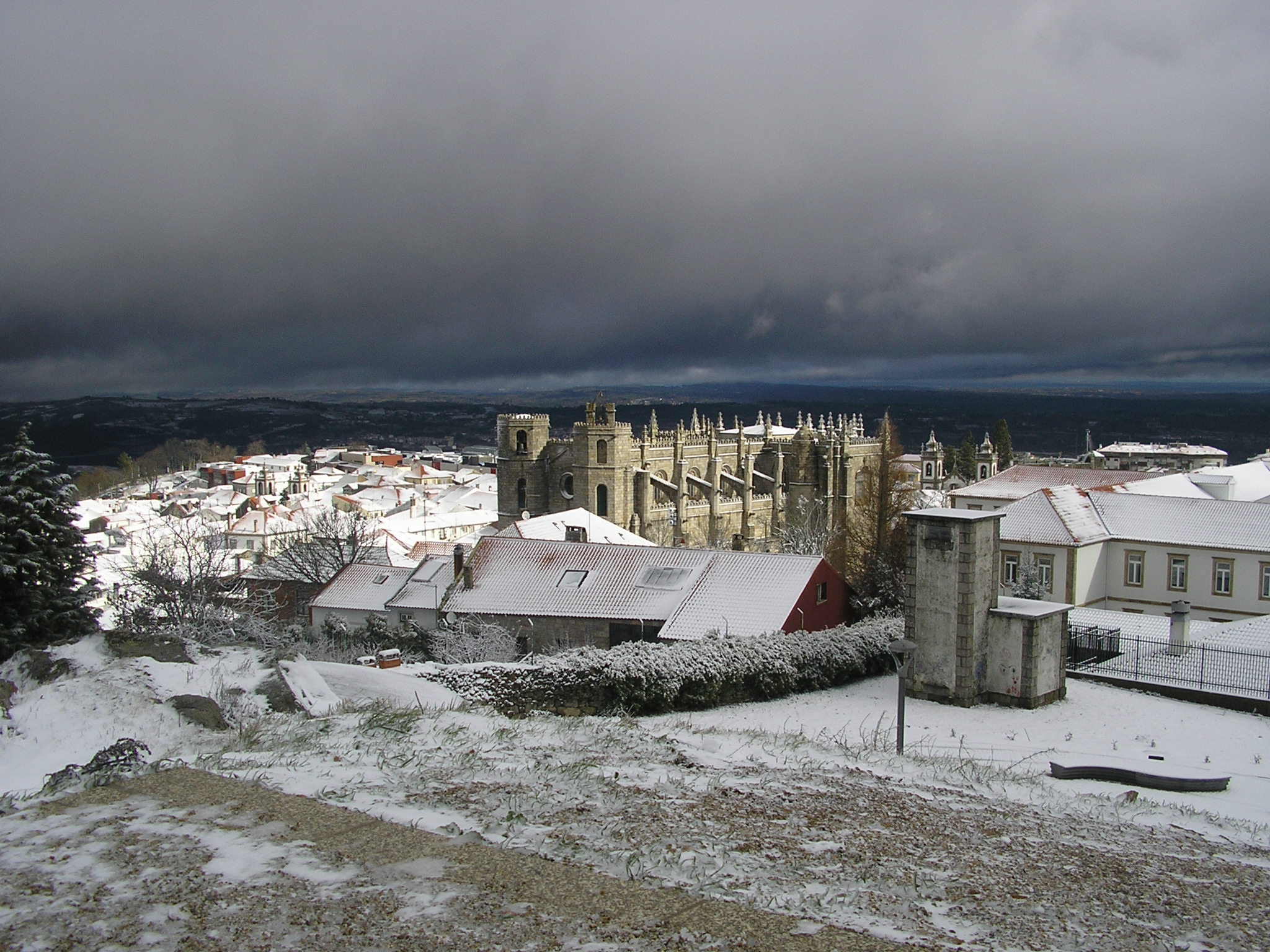
Centro da cidade da Guarda com um nevão

Encontram-se classificadas como árvores de interesse nacional:
- Todo o arvoredo do Hospital da Guarda
- Castanheiro de Guilhafonso

Mais património natural da região:
- Cão da Serra da Estrela — sem dúvida um dos mais interessantes canídeos de Portugal;
- Teixos da Serra da Estrela;
- Lobo Ibérico — as últimas alcateias livres a sul do Douro situam-se nesta região;
- Vale Glaciar de Manteigas;
- Orografia granítica, com afloramentos frequentes e por vezes com dimensões monumentais;
- Carvalhais de Carvalho Negral;
- Soutos e Castinçais;
- Possível cratera de 35 km de diâmetro;[10]
- Linha de festo tago-duriense que define as vertentes das bacias hidrográficas do Tejo e do Douro, na freguesia de Panoias de Cima .[20]

O município encontra-se parcialmente inserido no Parque Natural da Serra da Estrela

## Associações recreativas e desportivas
Durante muitos anos, o principal clube desportivo da cidade, com notório ecletismo, foi a Associação Desportiva da Guarda.
Foi criado o clube Guarda Desportiva Futebol Clube, que se dedicou apenas ao futebol.
Outros clubes que se têm destacado neste desporto são o Mileu-Guarda Sport Clube e o NDS (Núcleo Desportivo e Social), este sobretudo nas camadas jovens. Clubes que se têm destacado fora do âmbito do futebol são o Clube de Montanhismo da Guarda, e o Centro de Desporto e Cultura do Pinheiro no atletismo.
A cidade tem ainda diversas associações culturais e recreativas, dentre as quais, a Associação de Desenvolvimento Carapito S. Salvador.
Existe ainda o Grupo Desportivo e Recreativo das Lameirinhas (GDRL) que se destaca no âmbito do futsal, no escalão nacional de seniores, possuindo também uma equipa B e escalões de iniciação. O clube tem também escalões juvenis de basquetebol feminino.
De entre as centenas de associações , destaca-se a Associação de Jogos Tradicionais da Guarda, que desde 28 de Agosto de 1979 intervém no sentido de proceder à recolha, sistematização e incentivo à prática de Jogos Tradicionais. De âmbito distrital, a sua acção tem-se desenvolvido por todo o distrito da Guarda, pelo país e também além fronteiras. Assim, desde o início tem vindo a participar em numerosos projectos, sempre na perspectiva da salvaguarda da cultura lúdica tradicional. É uma associação pioneira a nível nacional na temática e na especificidade. 

## Infraestruturas e acessibilidades
O município é servido por uma boa rede viária:
- A25 (auto-estrada) — Liga a cidade a Espanha e a Aveiro
- A23 (auto-estrada) — Liga a cidade ao ao sul (Torres Novas) pelo interior do país. É também a principal ligação a Lisboa, com confluência na A1 (auto-estrada).
- IP2 (Itinerário principal) — Liga a cidade ao ao Norte (Bragança) pelo interior do país, sendo que o troço até Trancoso é com perfil de Auto-estrada (4 vias).
- IP5 — Aquando da inauguração da A25, foi desqualificado da rede nacional de estradas. Usado ainda para ligação a algumas freguesias limítrofes.
- EN16
- EN18
- EN221
- EN233

### Ferrovias
Na Guarda passam ainda as seguintes linhas ferroviárias:
- Linha da Beira Alta — Figueira da Foz — Guarda — Vilar Formoso (via Pampilhosa)
- Linha da Beira Baixa — Entroncamento — Guarda (via Castelo Branco)

Após o abandono do projeto do TGV português devido à crise económica mundial, o governo português anunciou em 2011 a requalificação da linha da beira alta para bitola europeia de forma a permitir a circulação de mercadorias em velocidade alta a partir dos portos do norte de Portugal para o centro da Europa.

### Plataforma logística e outras
No município existe a PLIE — Plataforma Logística de Iniciativa Empresarial, uma área infraestruturada de raiz com cerca de 100 hectares, de cariz logístico-industrial onde a atividade de armazenagem e produção tem condições ótimas do ponto de vista da distribuição Ibérica, não só pela confluência das várias vias rodoviárias e ferroviárias, mas também pela posição intermédia entre Lisboa-Madrid e Aveiro-Madrid, sendo de todas as passagens fronteiriças aquela que proporciona o menor e mais rápido trajeto em direção ao centro da Europa.
No município existe a barragem do Caldeirão, importante infraestrutura para o abastecimento de água e produção de energia. A barragem foi também feita com o intuito de ser um pólo de atração turística.

## Economia
Antes do 25 de Abril, a grande maioria da população do município habitava em aldeias e vivia da agricultura de subsistência. Com a democracia, começou a haver uma deslocalização dos meios rurais para a cidade e as pessoas começaram a trabalhar no sector dos serviços e da indústria. Houve grandes fábricas, como a Renault e a Gartêxtil, ambas já desaparecidas.
Os 14 municípios do distrito da Guarda possuirão um total de 15521 empresas, das quais 4189 estarão sediadas no município da Guarda.
Atualmente (2010), a crise paira na indústria desta cidade gerando milhares de desempregados: a principal empregadora a Delphi, fechou em 31 de dezembro de 2010, despedindo os últimos 321 trabalhadores (chegou a ter cerca de 3 000 trabalhadores). No entanto existem outras empresas do mesmo sector que poderão absorver alguns desses trabalhadores. Outros exemplos de empresas relevantes são a GELGURTE, Coficab, Dura Automotive, SODECIA metalurgia entre outras.
A boa situação geográfica do município e as boas acessibilidades fazem da Guarda um excelente local para o armazenamento e transporte de mercadorias de Portugal para o resto da Europa (e vice-versa), nesse sentido entidades privadas em conjunto com a Câmara Municipal criaram a Plataforma Logística de Iniciativa Empresarial (PLIE) que é uma plataforma transfronteiriça que procura dinamizar a economia regional e a captação de fluxos e investimentos industriais.

### Turismo e gastronomia
O turismo é também uma aposta da Guarda. Os principais pontos turísticos da cidade são:
- Museu da Guarda;
- Sé Catedral da Guarda;
- Museu da Tecelagem dos Meios;
- Teatro Municipal da Guarda.

Atualmente, o município tem vários hotéis que aproveitam a proximidade com a Serra da Estrela, com as Aldeias Históricas e com a região do vinícola do Douro que posicionam a Guarda como base ideal para a descoberta desses destinos. A gastronomia do município é muito diversificada, com destaque para o Caldo de Grão, o Bacalhau à Conde da Guarda, Bacalhau à Lagareiro, o Cabrito Assado, as Morcelas da Guarda e o Arroz Doce.

## Guardenses ilustres
O município da Guarda foi o berço de várias personalidades, entre as quais:
- Adriano Vasco Rodrigues
- Álvaro Gil Cabral
- Álvaro de Castro
- Álvaro Xavier da Fonseca Coutinho e Póvoas
- Carolina Beatriz Ângelo
- Cónego Manuel Joaquim Geada Pinto
- D. Jerónimo Rogado de Carvalhal e Silva
- D. João de Oliveira Matos
- Fausto Lopo Patrício de Carvalho
- Fernando Carvalho Rodrigues
- Francisco Saraiva da Costa Refoios
- Frei Pedro da Guarda
- General João d'Almeida
- João Coito
- João dos Prazeres
- Cardeal Saraiva Martins
- Ladislau Patrício
- Ribeiro Sanches
- Rui de Pina
- Veiga Simão

### Filhos adotivos da Guarda
A Guarda, ao longo dos tempos, foi acolhendo individualidades que, pela sua relevância e ligação à Cidade, perduram na alma Guardense.
- Augusto César Ferreira Gil — É deste autor a popularíssima peça poética "Balada da Neve" que escreveu na Guarda.

## Educação
Na Guarda, existem vários estabelecimentos de ensino:
Ensino superior
- IPG (Instituto Politécnico da Guarda) (público)
- Instituto Superior de Administração, Comunicação e Empresas (privado)

Ensino secundário
- Escola Secundária c/ 3º CEB da Sé
- Escola Secundária Afonso de Albuquerque

Ensino privado
- Ensiguarda
- Instituto de S. Miguel
- Colégio da Cerdeira
- Conservatório de Música de S. José da Guarda

A cidade da Guarda tem um total de 21 escolas.

## Gentílico
Alguns autores acham que o gentílico da Guarda não é guardense, mas egitaniense. A palavra deriva de Egitânia, o nome latino de Idanha, e tem a ver com o facto de a diocese da Idanha (atualmente a pequena aldeia de Idanha-a-Velha, município de Idanha-a-Nova), ter sido transferido para a Guarda.